# Лапа, Николай Петрович
Никола́й Петро́вич Ла́па (укр. Микола Петрович Лапа; 4 декабря 1972, Новоукраинка, Кировоградская область) — советский и украинский футболист, игравший на позициях защитника и полузащитника. По завершении карьеры стал тренером.

## Биография
Родился в Кировоградской области, учился в харьковском спортинтернате. В 18-летнем возрасте дебютировал на профессиональном уровне в составе кировоградской «Звезды», во второй лиге чемпионата СССР. Выступал за «Звезду» до 1994 года, проведя за команду в чемпионатах СССР и Украины более 120 матчей. В 1994 году также провёл 2 матча в кубке Украины любительский «Локомотив» из Знаменки, бывший фарм-клубом «Звезды». В октябре 1994 года стал игроком «Львова», а уже в ноябре перешёл в кременчугский «Нефтехимик», выступавший в первой лиге Украины. В зимнее межсезонье чемпионата 1995/96 вернулся во «Львов», где выступал ещё полтора года.
В 1997 году подписал контракт с клубом высшей лиги — тернопольской «Нивой». Дебютировал в элитном дивизионе 23 августа 1997 года, выйдя в стартовом составе в домашнем матче против ивано-франковского «Прикарпатья», в котором отыграл 82 минуты, после чего был заменён Игорем Бискупом. Всего за 4 сезона в составе «Нивы» провёл более 50 матчей в высшей лиге. В 2001 году перешёл в хабаровскую «СКА-Энергию», выступавшую в российском втором дивизионе ПФЛ. В дебютном сезоне, в составе команды стал победителем группы «Восток» и получил право на повышение в классе. В дальнейшем выступал за хабаровчан в первом дивизионе на протяжении 3-х лет.
В 2005 году вернулся в родную «Звезду», которая испытывала серьёзные финансовые проблем и, годом ранее, вылетела из высшей лиги во вторую. Выступал за кировоградцев до расформирования команды, летом 2006 года. Тогда же провёл последнюю игру на профессиональном уровне. Затем продолжил играть в «Звезде» в любительских соревнованиях, а позже выступал в ряде команд на уровне чемпионатов областей.
Ещё выступая за Звезду, в 2006 году был играющим тренером команды. В 2009—2010 годах работал тренером вратарей в днепродзержинской «Стали». В 2011 году, вместе с бывшим одноклубником по «Звезде», Самиром Гасановым, отправился в Узбекистан, где работал в академии клуба «Машал» из Мубарека. В 2017 году назначен тренером молодёжного состава «Звезды»

## Достижения
- Бронзовый призёр Второй лиги чемпионата Украины: 1993/94
- Победитель зоны «Восток» второго дивизиона ПФЛ России: 2001